# Republic (Schiff, 1853)
Die Republic war ein US-amerikanischer Schaufelraddampfer, der beladen mit rund 400.000 Dollar in Münzen, am 25. Oktober 1865 vor der Küste Georgias auf dem Weg nach New Orleans in einem Hurrikan gesunken ist.
Das Schiff war am 13. August 1853 als Tennessee vom Stapel gelaufen und hatte eine Länge von 64 Metern, eine Breite von 10,3 Metern und eine Wasserverdrängung von 1.149 Tonnen.
Sie fuhr zunächst zwischen Baltimore nach Charleston und war auch auf der Transatlantik-Route eingesetzt, als erstes Schiff von Baltimore aus, sowie als Passagierschiff zwischen den USA und Südamerika, als erstes Dampfschiff auf regelmäßiger Fahrt auf dieser Route. Sie transportierte unter anderem Goldsucher auf dem Weg nach Kalifornien nach Panama und Söldner in William Walkers Putschversuch in Nicaragua. Später verkehrte sie zwischen Havanna, Veracruz und New Orleans.
Beim Ausbruch des Sezessionskriegs 1861 wurde es durch die Konföderierten in New Orleans beschlagnahmt und diente zunächst als Blockadebrecher. Bei der Eroberung von New Orleans durch die Unionstruppen im April 1862 fiel sie in deren Hände und wurde in ein Kanonenboot der Unionsflotte umgebaut. Als Tennessee war sie zeitweilig das Flaggschiff von Admiral David Glasgow Farragut. Sie nahm an der Schlacht in der Mobile Bay bei der Beschießung von Fort Morgan teil. Nach der Schlacht wurde sie zum Gedenken an den Sieg der Union in dieser Schlacht in Mobile umbenannt. Im Oktober wurde das Schiff in einem schweren Sturm stark beschädigt und wurde von einem New Yorker Reeder gekauft, der sie umbaute und in Republic umbenannte. Sie verkehrte auf der Route New York – New Orleans.
Als die Republic am 19. Oktober 1865 auslief, hatte sie neben der Schiffsbesatzung auch 59 Passagiere, sowie 500 Fässer mit rund 400.000 Dollar in Silber- und Goldmünzen an Bord. Die Republic geriet in einen Hurrikan (dem vierten in ihrer Laufbahn) und ging am 25. Oktober 1865 nach zwei Tagen im Sturm unter. 12 Männer starben dabei, die meisten der Schiffbrüchigen konnten gerettet werden.
Mitte Oktober 2003 barg das Unternehmen Odyssey Marine Exploration aus Tampa, Florida die Schiffsglocke 150 Kilometer südöstlich von Savannah in circa 500 m Tiefe und erbrachte damit den Beweis, dass es sich bei dem dort erforschten Schiffswrack um die Republic handelt. Mittlerweile konnte der in dem Wrack (30° 57′ 23,7″ N, 79° 40′ 36,7″ W) vermutete Münzschatz geborgen werden. Der aktuelle, geschätzte Wert der zum Teil sehr gut erhaltenen Münzen beträgt 150 Millionen US-Dollar.